# Here I am 1998-2003
Here I Am 1998-2003 is het vijfde album van Ilse DeLange, dit album kwam in hetzelfde jaar uit als haar album Clean Up namelijk in 2003. Het was een verzamelalbum met haar, tot op dat moment, grootste hits.
Bekend is dat DeLange bij haar voormalige platenlabel Warner Music een contract tekende voor 5 albums. Eind 2003 werd opeens dit verzamelalbum uitgebracht, terwijl het vorige (vierde) album Clean Up nog geen half jaar uit was. Toen de Nederlandse afdeling van Warner Music begin 2004 werd opgedoekt, gingen er geruchten dat dat de reden was waarom er opeens een verzamelalbum van DeLange werd uitgebracht. Blijkbaar was er geen tijd meer om een geheel nieuw album op te nemen, vandaar dat werd gekozen voor een verzamelalbum. Dit is echter nooit door Warner Music of door DeLange bevestigd.
Op het album (dat de gouden status behaalde) staan onder andere de hits I'm Not So Tough, Livin' On Love en Shine, een duet met Rosemary's Sons. Ook haar grootste hit tot nu toe Before You Let Me Go, een duet met de band Kane, staat op het album.
In de Album Top 100 kwam het album tot nummer 5, en stond in totaal 30 weken genoteerd.

## Tracklist
1. I'm not so tough - (H. Lindsey / B. Bouton / R. Ellis Orrall) - 4:28
2. World Of Hurt - (B. Lloyd / B. Nielsen-Chapman) - 3:53
3. I'd Be Yours - (P. Coleman) - 2:44
4. When We Don't Talk - (R. Crosby / I. DeLange) - 3:00
5. Livin' On Love - (G. Nicholson / C. Fuller) - 4:24
6. I Still Cry - (J. Miller) - 4:34
7. Shine (met Rosemary's Sons) - (Rosemary's Sons) - 4:12
8. No Reason To Be Shy - (I. DeLange / B. Miller) - 4:16
9. Heavenless - (I. DeLange / B. Gaitsch) - 4:28
10. Let Go - (I. DeLange / B. Miller) - 3:47
11. I Almost Believed - (T. Arata / P. Wasner) - 4:27
12. Wouldn't That Be Something - (T. Van Zaanen / B. Van Den Heuvel / I. DeLange) - 4:04
13. All The Answers - (K. Halpin) - 4:57
14. Have a Little Faith in Me (Live) - (J. Hiatt) - 4:09
15. Before You Let Me Go (Live, met Kane) - (Dinand Woesthoff) - 6:12
16. All The Answers (Live) - (K. Halpin) - 5:00